# LUCKY STAR
『LUCKY STAR』（ラッキースター）は、GOING UNDER GROUNDのアルバム。ビクターエンタテインメントより2009年3月4日発売。

## 概要
約1年4ヶ月ぶりとなるメジャー7枚目（通算10枚目）のアルバム。「LUCKY STAR」「夕」「Mr.Lonely」「チェリーボーイ」の4曲のみGRAPEVINEやサニーデイ・サービスのサポートで知られるキーボーディストの高野勲（元benzo）との共同プロデュース、そのほかの楽曲はセルフプロデュース。ジャケットと歌詞カードには、ゆでたまごの漫画『キン肉マン』の登場人物「ペンタゴン」が使用されている。また、初回生産分には「ペンタゴンステッカー」が封入されている。
本作のリリースを挟んで2008年11月22日から翌2009年4月18日まで全国ツアー「GOING UNDER GROUND TOUR 2008-2009 “LUCKY STAR”」が全24公演行われた。ツアー中の2009年1月21日に本作の発売が発表され、ツアーファイナルの日比谷野外大音楽堂での公演のみを残した4月11日にキーボードの伊藤洋一が脱退と音楽活動からの引退を発表したため、本作が5人体制での最後の作品となった。伊藤のラストライブとなったツアーファイナルの模様は同年9月に「tour 2008-2009 “LUCKY STAR” FINAL LIVE at 日比谷野音」のタイトルで、所属事務所のアクアミュージックプロダクツから、完全受注生産でDVDとして発売された。
ボーカルの松本素生は本作と伊藤の脱退について、幼馴染によるバンドという集合体は終焉を迎え、これ以降は友達でありつつも音楽をやるための結びつきという関係性に変わった、青春の無邪気さはなくなったという旨を語っている。

## 収録曲
| #         | タイトル                           | 作詞               | 作曲               | 時間  |
| --------- | ---------------------------------- | ------------------ | ------------------ | ----- |
| 1.        | 「世界のまん中」                   | 松本素生           | 松本素生           | 4:39  |
| 2.        | 「LUCKY STAR」                     | 松本素生           | 松本素生           | 3:50  |
| 3.        | 「夕」                             | 松本素生           | 松本素生           | 3:47  |
| 4.        | 「How do you feel?」               | 松本素生           | 松本素生           | 3:26  |
| 5.        | 「ラストダンス」                   | 河野丈洋           | 河野丈洋           | 5:42  |
| 6.        | 「トーキョー・キャンバス」         | 松本素生           | 松本素生           | 4:23  |
| 7.        | 「Mr.Lonely」                      | 松本素生           | 松本素生           | 3:21  |
| 8.        | 「チェリーボーイ」                 | 松本素生           | 松本素生           | 3:04  |
| 9.        | 「アワーソウル」                   | 河野丈洋           | 河野丈洋           | 4:44  |
| 10.       | 「なんでぼくらは」                 | 松本素生           | 松本素生           | 5:03  |
| 11.       | 「スローモーション」               | 松本素生           | 松本素生           | 4:12  |
| 12.       | 「すべての音楽が鳴りやんだあとに」 | 松本素生、河野丈洋 | 松本素生、河野丈洋 | 3:50  |
| 13.       | 「Twinkle」                        | -                  | 河野丈洋           | 4:05  |
| 14.       | 「いっしょに帰ろう」               | 松本素生           | 松本素生           | 4:52  |
| 合計時間: | 合計時間:                          | 合計時間:          | 合計時間:          | 58:58 |

### 楽曲解説
1. 世界のまん中
着うたやiTunesで先行配信された、本作のリード曲。
HONDA ｢VTR｣ CM曲[9]。
2. LUCKY STAR
表題曲。この曲もiTunesで先行配信された。
3. 夕
4. How do you feel?
5. ラストダンス
河野が初めてボーカルをフルで担当している。河野によれば、これまでにも河野の制作した楽曲を松本が歌う場合に、コンポーザーとボーカルが違うことによるボーカルテイクの出来栄えに疑問を感じることがあったとし、本作収録曲に関しては自分で歌いたいと自ら提案したものであることを語っている[10]。
6. トーキョー・キャンバス
「東京新聞」CM曲[11]。
7. Mr.Lonely
初回生産分の裏ジャケットには「Mr.Lonley」と誤記されている。
8. チェリーボーイ
9. アワーソウル
河野がボーカルを担当している。
10. なんでぼくらは
11. スローモーション
12. すべての音楽が鳴りやんだあとに
13. Twinkle
インストゥルメンタル。
14. いっしょに帰ろう
19thシングル。

## 参加ミュージシャン
- 宮地傑 – サックス（いっしょに帰ろう）